# Ельвіс Карлсон
Ельвіс Карлсон (швед. Elvis Karlsson) – повість шведської дитячої письменниці Марії Гріпе, опублікована у 1972 році. Відтоді персонаж Ельвіса Карлсона є класичною постаттю шведської дитячої літератури.

## Сюжет
Шестирічний Ельвіс Карлсон задається питанням щодо справжнього життя. Він скоро повинен йти до школи, але не бажає цього. Він побоюється шуму, який створюватимуть інші учні, оскільки через це буде позбавлений можливості до роздумів. 
Батьки вважають його незграбним невдахою. Ельвіс не вміє грати у футбол та плавати, хоча батько намагався вчити його. Проте Ельвіс любить тварин та рослини. Семена квітів він саджає біля будинків гарних, на його думку, людей, а потім доглядає рослини.
Ельвіс майже не спілкується із дітьми, надаючи перевагу роздумам наодинці.
Його кращі друзі – дідусь, який розуміє та підтримує його, дівчинка Юлія, котра одного разу захистила Ельвіса, та Петер. Петер доглядає Юлію, коли її мама на роботі.
Завдяки дружбі із Петером, мати починає по-новому дивитися на Ельвіса, помічаючи те, на що раніше не звертала уваги.
В свою чергу, Ельвіс самотужки намагається вчитися читати; за допомогою Петера опанувує велосипед.
Дізнавшись, що будинок, в якому мешкала Юлія, планують знести, Ельвіс посадив біля нього соняшник, сподіваючись, що через красоту рослини будинок не зноситимуть. Проте Юлія переїхала на нове місце, а будинок, хоча його і вдалося відстояти, перетворився на занедбану споруду, де хазяйнували хулігани.
Та зрештою Ельвіс разом із Петером, дідусем та дідусевими друзями повертають будинку належний вигляд. Під час ремонту будинку, Ельвіс знайомиться із багатьма дітьми, що надає йому впевненості у власних силах.
Потому Елвіс спостерігає за птахами та чекає на розквіт соняшника і повернення Юлії.

## Сприйняття
На думку колумбійської письменниці Джессікі Марії Кастільо, у романі «Ельвіс Карлсон» висвітлений складний дитячий світ розчарувань та нерозуміння з боку батьків та інших дітей. Світ дитини, яка є унікальною та не розуміє, чому дорослі не можуть сприйняти її життєві уявлення, висловлюючи таким чином свою неповагу.
Твір звертає увагу на ставлення до поведінки унікальних дітей, пошуку підтримки та самоповаги, які вони знаходять переважно серед таких самих унікальних дітей. 

## Постановки та екранізації
У 1977 році режисером Пером Крістенсеном за мотивами книги була зроблена постановка однойменної радіоп’єси.
За мотивами книг «Ельвіс Карлсон» та «Елвіс! Елвіс!», у 1977 році режисером Кей Поллак був знятий фільм «Елвіс! Елвіс!».

## Переклад українською
Українською книга перекладена Галиною Кирпою у 2006 році.